# حاج‌حسن‌کندی
حاج‌حسن‌کندی روستایی است که در استان اردبیل، شهرستان پارس‌آباد، بخش مرکزی، دهستان قشلاق شمالی قرار دارد.

## جمعیت
بر اساس سرشماری سال ۱۳۸۵ جمعیت این روستا ۲۳۲ نفر با ۵۳ خانوار بوده‌است.